# مارك بريز
مارك بريز (بالإنجليزية: Mark Breeze)‏ هو منتج أسطوانات ودي جيه وكاتب أغاني بريطاني، ولد في 1970 في المملكة المتحدة.

## وصلات خارجية
- الموقع الرسمي